# Els habitants de la fi del món
Els habitants de la fi del món (originalment en anglès, Ben Fogle: New Lives in the Wild) és una sèrie de televisió de Channel 5 presentada per l'aventurer Ben Fogle i produïda per Motion Content Group i Renegade Pictures. En un seguit d'episodis sense connexió entre ells, el programa mostra Ben Fogle coneixent persones que han adoptat estils de vida "alternatius" i que estan principalment "fora de la xarxa" en alguns dels llocs més remots de la Terra. S'ha doblat al català pel canal 33.
Fogle va presentar una sèrie derivada el 2015 anomenada New Lives In The Wild UK amb famílies a ubicacions britàniques, mentre que Ben Fogle: Make A New Life In The Country del 2020 té una premissa similar. A partir de 2022, els programes emesos al Regne Unit i les sèries derivades de Retorn a la fi del món es van incorporar amb el nom principal de New Lives in the Wild a la premsa, a la guia electrònica de programació i al servei a la carta My5, sense que aquests episodis formen part d'una sèrie separada.